# 中国卫星导航定位协会
中国卫星导航定位协会是中华人民共和国卫星导航定位科技工作者组成的群众性学术团体，是中国科学技术协会主管的社会团体，1995年成立。